# Pinhão (Sergipe)
Pinhão é um município brasileiro do estado de Sergipe.

## História
A região que fica entre os rios Vaza-Barris e Sergipe, onde atualmente encontra-se o município de Pinhão, distante 76 quilômetros de Aracaju, começou a ser desbravada a partir de 1700, período em que acontecia a colonização e povoamento da zona sertaneja da Capitania de Sergipe Del Rey. Pesquisas históricas dão conta de que a primeira incursão na área territorial foi encabeçada por Manoel Alves da Silva, que obteve, por alvará de 25 de outubro de 1713, a sesmaria de “uma légua de comprimento por três de largura”, começando no Rio Salgado, que deságua no Vaza-Barris, até a Serra do Caité. Durante essa época, o Governo Geral tinha muito interesse pela conquista e povoamento de Sergipe, principalmente porque o território era a solução para facilitar as comunicações entre Salvador e Olinda, e sua ocupação era uma das formas de afastar os franceses, traficantes de Pau-Brasil, que utilizavam os rios Real, Vaza-Barris e Sergipe, e representavam séria ameaça ao domínio português. A povoação, porém, só começou realmente a surgir muito mais tarde, no século XIX, em terras dos coronéis Fonseca e José Correia Dantas, que foram demarcadas pelo engenheiro militar José Calazans, atendendo interesses de um francês chamado Godchaux Ettinger e do seu sobrinho, Gabriel Lazar Ettinger.
Os franceses, que eram ourives, desembarcaram em Aracati no Ceará, e foram descendo a costa nordestina até chegar a São Paulo (Frei Paulo). Com o passar do tempo, foram expandindo a área de interesse, e em Pinhão fizeram nascer a cultura do algodão, incentivando o crescimento através de financiamentos. Tudo isso ocorreu em 1889.No ano seguinte, em 1890, os Ettinger fundaram, no local onde está implantado o município de Pinhão, uma beneficiadora de algodão. Várias pessoas, ao tomar conhecimento do empreendimento, mudaram-se para a povoação e assim iniciou-se a cidade de Pinhão. O nome do então povoado de Pinhão originou-se de uma planta nativa do Nordeste, Pinhão, abundante ainda hoje na região.
Nas primeiras décadas do século XX, as casas, inicialmente dispersas, foram se unindo por outras, formando ruas. O arraial tornou-se uma povoação com uma capela, cujo padroeiro passou a ser São José. Campo do Brito, a quem pertencia Pinhão, dotou o povoado de uma escola elementar. O comércio, aos poucos foi se ampliando; a pecuária também, mas a agricultura já era a principal fonte de vida. O lugar que nasceu pelas mãos dos Ettinger, como outros da zona sertaneja, teve um desenvolvimento lento em decorrência da falta de transportes regulares e rápidos, que permitissem o escoamento da produção para os mercados do litoral. Empecilho que só foi removido na década de 50, com a construção do ramal rodoviário entre a cidade e a BR-235, que finalmente ligou o povoado com os demais municípios do Estado.
Outros empecilhos acabaram atrapalhando o desenvolvimento de Pinhão: a falta de chuvas - além de processos rudimentares usados na agricultura - findou reduzindo e encarecendo a produção. Apesar de devagar, as condições exigidas pela Lei Orgânica dos Municípios foram alcançadas e Pinhão conseguiu ser elevado à categoria de cidade. Ao longo dos anos, especialmente a partir da década de 2010, a agricultura no município de Pinhão passou a utilizar novas técnicas, insumos agrícolas e mecanização das lavouras de milho, obtendo bons índices de produtividade deste cereal, prejudicados apenas nos períodos de escassez de chuvas.
Às vésperas da nova divisão administrativa do Estado, para o quinquênio de 1954 a 1958, José Emígdio da Costa Filho, José Melquíades de Oliveira, juntamente com Leandro Maciel, puxaram a emancipação do município. O nome de Pinhão entrou na emenda coletiva, apresentada à Assembleia Legislativa Estadual, para criação de municípios. Aprovada, se converteu na Lei nº 525-A, de 25 de novembro de 1953. Nessa data, Pinhão foi elevado à categoria de cidade e sede do município, e desmembrado de Campo do Brito. Pela Lei nº 554, de 6 de fevereiro de 1954, fixou a nova divisão administrativa e judiciária do Estado. O município de Pinhão é composto de um distrito de paz e é termo judiciário da comarca de Frei Paulo. A instalação solene ocorreu em 30 de janeiro de 1955, quando tomaram posse os primeiros cinco vereadores e o primeiro prefeito, José Emígdio da Costa Filho, eleito em 3 de outubro de 1954. Dez anos depois da emancipação, em 1966, Pinhão perdeu a maior e mais importante aglomeração urbana, depois da sede municipal, o povoado Pedra Mole. A última grande transformação ocorreu em 1986, quando a prefeitura comprou uma área de 30 tarefas, próximo ao centro, onde hoje existem várias ruas.

## Cultura e religião
A mais importante festa popular que os pinhãoenses comemoram é a Missa do Vaqueiro, que acontece anualmente na primeira quinzena do mês de novembro. Na véspera da festa, vaqueiros do município e das cidades vizinhas reúnem-se para rezar o terço. Em seguida, os participantes divertem-se em salões de dança. No dia seguinte, os vaqueiros vão à missa, nos seus trajes típicos (de gibão e chapéu de couro) e, à tarde, tomam parte numa espécie de rodeio, em que exibem as qualidades de mestres de equitação nas corridas de mourão. Na ocasião é destacada a capacidade de o vaqueiro do sertão não perder o caminho aberto pelo boi no serrado da caatinga, quando ele utiliza sua agilidade em se livrar dos galhos rasteiros para impulsionar o boi em carreira solta. Estas e outras acrobacias são exibidas na festa, aos olhos da grande assistência que ocupa a cidade na data. Os habitantes locais também se divertem por ocasião de outras festividades, como os folguedos de São Gonçalo, Zabumbeiros, Capoeira, Vaquejadas, corridas de argola e festejos juninos, quando os bacamarteiros estrondam suas armas nas fazendas dispersas.
A principal festa religiosa do município é a de São José, realizada todo dia 19 de março, quando os fiéis católicos da cidade e dos municípios vizinhos participam de uma procissão pelas ruas da cidade e em seguida de uma missa celebrada na praça da igreja matriz onde também ocorre a tradicional queima de fogos em homenagem ao padroeiro.

## Geografia
Localiza-se a uma latitude 10º34'02" sul e a uma longitude 37º43'22" oeste, a cidade está implantada em uma campina, a uma altitude de 258 metros.

### Povoados
- Baixa Larga;
- Rajas;
- Lagoa Branca;
- Palmazeiro;
- Espinheiro;
- Beija-Flor de Cima;
- Beija-Flor de Baixo;
- Assentamento Vaza-Barris;
- Serra Solteira;
- Crotes;
- Lagoas;
- Paracatu.